# Бели Искър (язовир)
 Тази статия е за язовира.  За едноименната река вижте Бели Искър (река).  За едноименното село вижте Бели Искър.
Язовир „Бели Искър“ е язовир в западна България. Построен е в землището на село Бели Искър по горното течение на река Бели Искър, в южното подножие на връх Мусала в Рила на около 1900 m надморска височина. Намира се на 75 km от София и осигурява около 20% от питейното водоснабдяване на столицата, като служи за допълващ обем на основния водоизточник, язовир „Искър“.
Той е един от най-високопланинските язовири в Европа. Освен това е и едно от най-старите хидротехнически съоръжения в България: строителството му започва през 1935 година и окончателно завършва през 1945 година.
По проект общият обем на язовир „Бели Искър“ е 15,3 млн. m3, а по данни на „Софийска вода“ действителният съвременен обем е 15 080 000 m3. Водосборната област на река Бели Искър е 28,1 km2, но нараства до 42,5 km2 с довеждането на водите на Пряка река (директно) и на притоците Дарково дере, Шопалата и Люти дол (чрез напорния тунел на ВЕЦ „Бели Искър“). Предназначението на язовира е да събира повърхностните води във водосборната зона (основно тези от топенето на снеговете в периода април-юли и от есенните дъждове) и да компенсира лятното и зимното маловодие. При пълен воден резервоар, ширината на язовира е около 530 – 600 m, дължината е 2800 m, а площта на водната повърхност е около 850 000 m2.
Язовирната стена е бетонна гравитачна с височина 50,70 m, дължина по короната 522,5 m и кота на короната 1878,85 m. Тя е първото толкова масивно съоръжение в България: кубатурата ѝ е 216 000 m3 бетон и 10 000 m3 зидария. За предпазване от разрушения поради честото замръзване и размразяване на водите, язовирната стена е подсилена с 60 cm гранитна облицовка. Самата стена е построена върху солидни гранити. За изграждането ѝ е преградена долината на река Бели Искър в местността Кулата, между върховете Шишковица (2669 m) и Ковач (2634 m), която поради ерозионната дейност на водите има ширина около 500 – 600 m и сравнително малък наклон.
Водата от язовир „Бели Искър“ се обеззаразява само с хлор.